# Lodine
Lodine est une commune italienne de la province de Nuoro dans la région Sardaigne en Italie.
Lodine est jumelée avec la commune de Saint-Macaire en Gironde depuis 2018. 

## Administration
| Période                                  | Période | Identité | Étiquette | Qualité |
| ---------------------------------------- | ------- | -------- | --------- | ------- |
|                                          |         |          |           |         |
| Les données manquantes sont à compléter. |         |          |           |         |

### Communes limitrophes
Fonni, Gavoi

### Évolution démographique
Habitants recensés